# Brady (nome)
Brady  è un nome proprio di persona inglese maschile

## Varianti
- Braidy[1]

## Origine e diffusione
Il nome è probabilmente di origine gaelica oppure anglosassone.
Secondo una prima ipotesi, il nome potrebbe infatti riprendere il cognome irlandese Ó Brádaigh, che significa "discendente di Brádach".
Secondo un'altra ipotesi, deriverebbe invece dalle parole anglosassoni brad, "ampio" e ēage, "occhio" e significherebbe quindi "(persona) dai grandi occhi"; la seconda parte del composto potrebbe però anche derivare dalle parole and ēg, "isola", oppure gehæg, "recinto", e quindi significherebbe "abitante di un'ampia isola" oppure "abitante di un ampio recinto".
Negli Stati Uniti d'America raggiunse il picco di popolarità tra i nuovi nati nel 2007. Nel 2016, risultava al 221º posto tra in nomi più diffusi in questo Paese.

## Onomastico

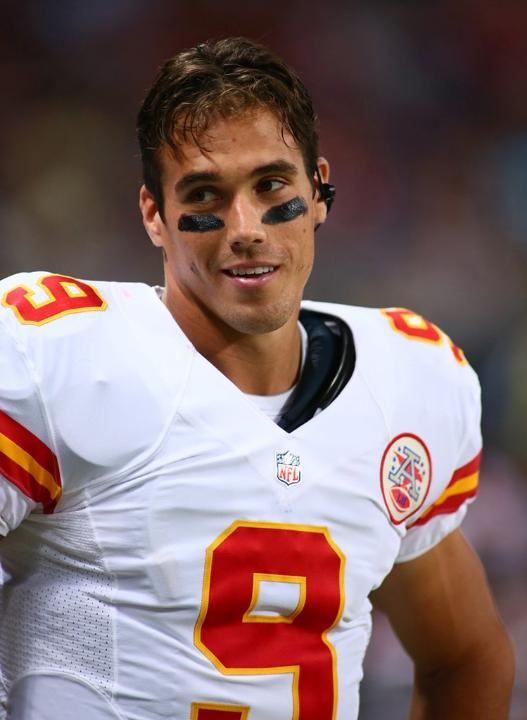
Brady Quinn

Il nome è adespota. Le persone che portano questo nome possono quindi festeggiare il proprio onomastico il 1º novembre, giorno dedicato alla festa di Ognissanti.

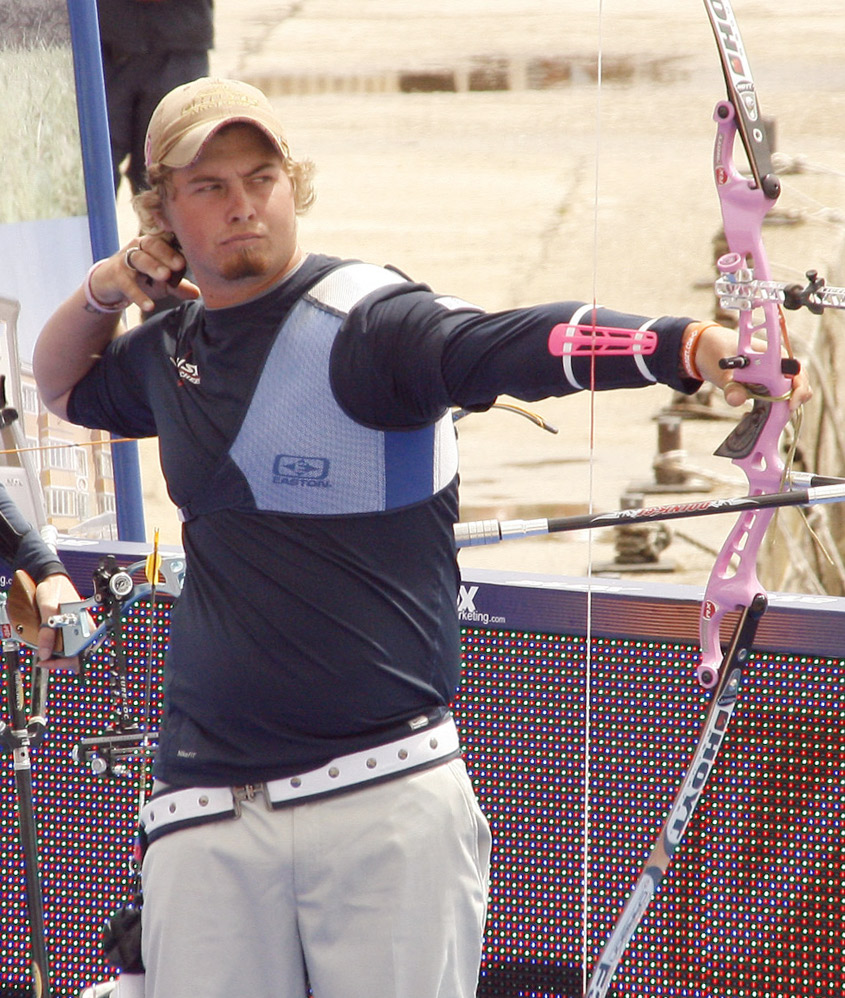
Brady Ellison

## Persone
- Brady Corbet, attore, sceneggiatore e regista statunitense
- Brady Ellison, arciere statunitense
- Brady Murray, hockeista su ghiaccio canadese naturalizzato statunitense
- Brady Quinn, giocatore di football americano statunitense